# Dörthe Hoppius
Dörthe Hoppius (* 22. Mai 1996 in Dorsten) ist eine deutsche Fußballspielerin.

## Karriere

### Vereine
Hoppius begann im Alter von vier Jahren beim BVH Dorsten mit dem Fußballspielen, wechselte mit 11 Jahren zum SSV Rhade und wechselte im Jahr 2011 in die Jugendabteilung des VfL Bochum. Dort spielte sie zunächst ein Jahr für die B-Juniorinnen, ehe sie zur Saison 2012/13 in die Frauenmannschaft aufrückte, mit der ihr 2013 die Meisterschaft in der Regionalliga West und der damit einhergehende Aufstieg in die 2. Bundesliga gelang. Mit 16 Toren in 21 Saisoneinsätzen trug die Angreiferin maßgeblich zu diesem Erfolg bei. In der Saison 2013/14 kam sie für die Bochumerinnen in allen 22 Saisonspielen zum Einsatz und erzielte neun Tore. Nachdem sie ihren Aufenthalt am Gymnasium Petrinum Dorsten mit Abitur abgeschlossen hatte, begab sie sich in die Vereinigten Staaten, um an der San José State University ein Studium zu beginnen. Während ihres vierjährigen Studienaufenthaltes spielte sie für das Collegeteam, die Spartans, für die sie in der Mountain West Conference 23 Tore in 80 Meisterschaftsspielen erzielte.
Mit dem akademischen Grad Bachelor of Criminal Justice im Jahr 2018 nach Deutschland zurückgekehrt, unterzeichnete sie einen Vertrag mit dem Bundesligisten MSV Duisburg. Ihr Bundesligadebüt gab sie am 15. September 2018 (1. Spieltag) bei der 0:4-Niederlage im Heimspiel gegen die SGS Essen über die volle Spielzeit, das erste Bundesligator gelang ihr am  30. September 2018 (3. Spieltag) im Heimspiel gegen Werder Bremen mit dem Treffer zum 3:0-Endstand. Zur Saison 2019/20 wechselte Hoppius zum Ligakonkurrenten SC Sand. Im Sommer 2022 kehrte sie nach dem Abstieg ihres Vereins zum Bundesliga-Aufsteiger MSV Duisburg zurück.
Zur Saison 2023/24 wurde sie vom VfL Bochum verpflichtet, für den sie am 13. August 2023 beim 3:2-Sieg nach Verlängerung über den SC Fortuna Köln in der 1. Runde des DFB-Pokalwettbewerbs zum 1:1 in der 78. Minute traf, wie auch zum Saisonauftakt in der Regionalliga West am 24. August 2023 beim 4:0-Sieg im Auswärtsspiel gegen den Liganeuling SSV Rhade gleich mit drei Toren in Folge glänzte.

### Nationalmannschaft
Hoppius bestritt 2012 sechs Länderspiele für die U16-Nationalmannschaft, vier davon im Turnier um den Nordic-Cup, in dem sie ihre einzigen drei Länderspieltore erzielte. Nach zwei Einsätzen für die U17-Nationalmannschaft im September 2012 gehörte sie 2016 zum Aufgebot für die U20-Weltmeisterschaft in Papua-Neuguinea und kam dort im Gruppenspiel gegen die U20-Nationalmannschaft Mexikos und dem mit 0:1 verlorenen Viertelfinale gegen die U20-Nationalmannschaft Frankreichs zweimal als Einwechselspielerin zum Einsatz.

## Erfolge
- Meister Regionalliga West 2013 (mit dem VfL Bochum)